# Deutscher Meister (American Football)
Der Deutsche Meister im American Football der Herren wird im Endspiel der German Football League, dem German Bowl ermittelt. Die deutsche Frauenmeisterschaft im Ladies Bowl und die deutsche Jugendmeisterschaft wird im Junior Bowl ausgespielt.

## Amtierende Deutsche Meister
- Herren: Schwäbisch Hall Unicorns (2022)
- Damen: Mülheim Shamrocks[1][2]
- Junioren: Düsseldorf Panther (2022)[1][2]
- Herren Flag-Football: Hamburg Pioneers Snappers[3][2]
- Junior Flag-Football: Langenfeld Longhorns[2]